# Ergoldsbach
Ergoldsbach là một đô thị trong bang Bayern, khoảng 20 km về phía bắc Landshut và 80 km về phía đông bắc thành phố Munich nước Đức. Đô thị Ergoldsbach có diện tích 57,06 km², dân số thời điểm ngày 31 tháng 12 năm 2006 là 7495 người.
Ergoldsbach được bao quanh bởi rừng rậm, ở vùng đồi Landshut.
Đô thị Ergoldsbach gồm các khu vực sau:
- Dürrenhettenbach
- Iffelkofen
- Jellenkofen
- Kläham
- Langenhettenbach
- Leonhardshaun
- Martinshaun
- Oberdörnbach
- Osterhaun
- Paindlkofen
- Prinkofen
- Siegensdorf
- Unterdörnbach
- Wölflkofen